# Claude Périard
Claude Periard (LaSalle, Québec, 1956. szeptember 22. –) kanadai profi jégkorongozó.

## Pályafutása
Komolyabb junior karrierjét a Québec Major Junior Hockey League-ben kezdte 1973-ban a Trois-Rivières Ducs-ban. A csapatot a következő évben átnevezték Trois-Rivières Draveurs-re. 1976-ig játszott ebben a csapatban, mint junior. Az 1976-os NHL-amatőr drafton a New York Rangers választotta ki a negyedik kör 60. helyén. Szintén kiválasztotta őt egy csapat, a Québec Nordiques az 1976-os WHA-amatőr drafton a hatodik kör 68. helyén. Sem a National Hockey League-ben, sem a World Hockey Associationben nem játszott. Első felnőtt idényében, 1976–1977-ben 7 mérkőzésen játszott az American Hockey League-ben a New Haven Nighthawksban, majd a szezon többi részét a North American Hockey League-es Johnstown Jetsban folytatta, ahol 12 mérkőzést játszhatott és végül a Southern Hockey League-ben fejezte be az idényt a Richmond Wildcatsben, mely ekkor, 1977. január 7-én szűnt meg. Utolsó aktív évében, 1977–1978-ban az International Hockey League-ben játszott két csapatban is: Kalamazoo Wings, Toledo Goaldiggers.